# Hypsilophodon
 Hypsilophodon  („Zahn mit hohen Kämmen“) war ein pflanzenfressender Vogelbeckendinosaurier aus der Gruppe der Hypsilophodontidae. Er wurde etwa 1,4 bis 2,3 m lang, hatte starke Beine und gut ausgebildete Arme. Der Schwanz nahm die Hälfte der Körperlänge ein. An seinem Rücken verliefen zwei Reihen von Knochenhöckern.

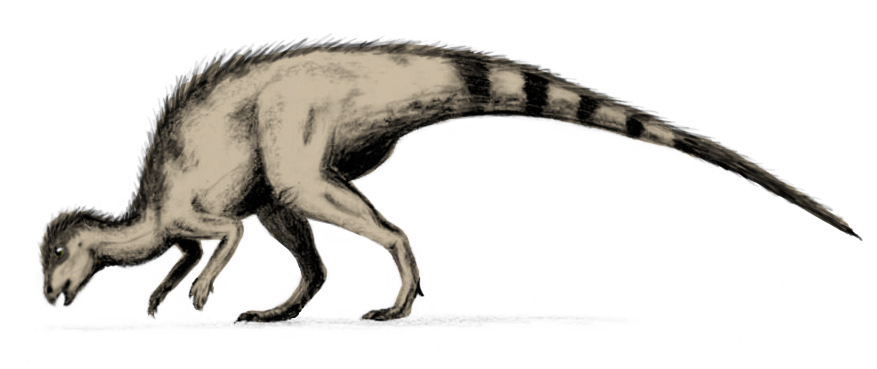
Lebendrekonstruktion von Hypsilophodon

Das Tier lebte auf dem Boden – frühere Annahmen, dass es auf Bäumen lebte, sind verworfen worden. Hypsilophodon war wohl ein schneller Läufer.
Fossilien dieses Dinosauriers stammen aus ca. 131 bis 123 Mio. Jahre alten Ablagerungen (Barremium bis frühes Aptium) aus Europa und dem westlichen Nordamerika. Besonders viele Funde sind von der Isle of Wight bekannt. Wahrscheinlich war Hypsilophodon ein Herdentier, da ein Massenfund mit 24 Skeletten entdeckt wurde.

## Trivia
In Michael Crichtons Thriller DinoPark ist Hypsilophodon eine von 15 Dinosaurier-Arten.